# Талдыарал (село)
Талдыарал (каз. Талдыарал) — село в Кызылординской области Казахстана. Находится в подчинении городской администрации Кызылорды. Входит в состав Акжарминского сельского округа. Код КАТО — 431033400.

## История
В 2019 году в состав села включено село Кубас.

## Население
В 1999 году население села составляло 580 человек (293 мужчины и 287 женщин). По данным переписи 2009 года, в селе проживало 635 человек (320 мужчин и 315 женщин).